# クジャクサボテン属
クジャクサボテン属は、サボテン科のエピフィルム属（Epiphyllum）で、10種が所属する。園芸家により複雑な交配を繰り返し種名が明確ではない雑種が多数（概ね数百種とされる）で、園芸品種・園芸系統のクジャクサボテン（孔雀仙人掌）を指している。18世紀にはヨーロッパに伝わり、交配が進められたと見られる。現在ではDisocactus属に統合され、また属間交配も行われている。英語圏でもen:Epiphyllum hybrid、 epiphyllum、 epicacti、epi、など表記が揺れている。Orchid cactus（オーキッド・カクタス）の別名を持つが、ランとは遺伝的にも構造も大きく異なる。
原種となった野生種はメキシコなど中南米に分布する十数種程度とされるが、明確ではない。花期は5〜6月頃で、花色は赤、黄、白など多様。

## 主な種
ゲッカビジン（月下美人） Epiphyllum oxypetalum
夜だけ開花することから月下美人と呼ばれる。
ヒメゲッカビジン（姫月下美人） Epiphyllum oxypetalum
ゲッカビジンに似るが花が小さい。